# Hadi Soua’an Al-Somaily
Hadi Soua’an Al-Somaily Jaadan (ar. هادي صوعان الصميلي; ur. 30 grudnia 1976 w At-Ta’ifie) – saudyjski lekkoatleta, sprinter, płotkarz. Srebrny medalista igrzysk olimpijskich, dwukrotny złoty medalista mistrzostw Azji, dwukrotny złoty medalista igrzysk afrykańskich, srebrny medalista mistrzostw Azji juniorów.

## Przebieg kariery
W 1992 sięgnął po srebrny medal mistrzostw Azji juniorów w dziesięcioboju, rok później zaś medal tego samego koloru wywalczył na seniorskich mistrzostwach Azji w Manili (w konkurencji sztafety 4 × 400 m). Został zgłoszony do startu na mistrzostwach świata juniorów w 1994 roku, podczas czempionatu między innymi odpadł w półfinale biegu na 400 m ppł. Podczas pierwszego w karierze występu na mistrzostwach globu, który miał miejsce w Göteborgu, odpadł w eliminacjach biegu na 400 m ppł oraz był członkiem saudyjskiej sztafety 4 × 400 m, która została zdyskwalifikowana w półfinale zmagań.
W czasie igrzysk olimpijskich w Atlancie brał udział w dwóch konkurencjach. Indywidualnie startował w konkursie biegu na 400 m ppł, podczas którego odpadł w eliminacjach, zajmując 5. miejsce w swej grupie z rezultatem czasowym 49,94. Był także członkiem saudyjskiej sztafety 4 × 400 m, która odpadła w półfinale, z czasem 3:07,18 zajmując 7. miejsce w grupie.
W 2000 roku zdobył dwa medale mistrzostw Azji, złoty indywidualnie w biegu na 400 m ppł oraz brązowy w biegu sztafet 4 × 400 m. Natomiast na igrzyskach olimpijskich w Sydney otrzymał srebrny medal w konkurencji biegu na 400 m ppł, tylko podczas tych zawodów dwukrotnie pobił rekord Azji – w półfinale uzyskał czas 48,14 a w finale uzyskał rezultat czasowy 47,53. Al-Somaily tym samym został pierwszym saudyjskim sportowcem w historii, który sięgnął po medal olimpijski.
Rok po olimpijskim sukcesie, na mistrzostwach globu w Edmonton zajął 4. miejsce w finale konkursu biegu na 400 m ppł. W tej samej konkurencji otrzymał w 2002 roku złoty medal igrzysk azjatyckich. W trzecim w karierze olimpijskim starcie, który miał miejsce w Atenach, odpadł w półfinale biegu na 400 m ppł – z czasem 48,98 zajął 5. miejsce w grupie i 15. miejsce w gronie wszystkich półfinalistów zmagań.
W 2005 roku zdobył drugi w karierze tytuł mistrza Azji, ponownie w konkurencji biegu na 400 m ppł. Został też dwukrotnym medalistą igrzysk solidarności islamskiej w Mecce. Po raz ostatni w zawodach wystąpił w marcu 2007 roku podczas krajowych zmagań w Al-Katif.

## Osiągnięcia
| Rok     | Zawody                           | Miasto     | Miejsce | Konkurencja        | Wynik     |
| ------- | -------------------------------- | ---------- | ------- | ------------------ | --------- |
| 1992    | Mistrzostwa Azji juniorów        | Nowe Delhi | srebro  | dziesięciobój      | 6249 pkt. |
| 1993    | Mistrzostwa Azji                 | Manila     | srebro  | sztafeta 4 × 400 m | 3:10,25   |
| 1994    | Mistrzostwa świata juniorów      | Lizbona    | 7. SF   | bieg na 400 m ppł  | 52,37     |
| 1994    | Mistrzostwa świata juniorów      | Lizbona    | DSQ H   | sztafeta 4 × 400 m | N/A       |
| 1994    | Igrzyska azjatyckie              | Hiroszima  | 6.      | bieg na 400 m ppł  | 50,58     |
| 1995    | Mistrzostwa świata               | Göteborg   | 6. H    | bieg na 400 m ppł  | 50,54     |
| 1995    | Mistrzostwa świata               | Göteborg   | DSQ SF  | sztafeta 4 × 400 m | N/A       |
| 1995    | Mistrzostwa panarabskie          | Kair       | złoto   | bieg na 400 m ppł  | 49,30     |
| 1995    | Mistrzostwa panarabskie          | Kair       | złoto   | sztafeta 4 × 400 m | 3:04,29 · |
| 1996    | Igrzyska olimpijskie             | Atlanta    | 5. H    | bieg na 400 m ppł  | N/A       |
| 1996    | Igrzyska olimpijskie             | Atlanta    | 7. SF   | sztafeta 4 × 400 m | N/A       |
| 1999    | Mistrzostwa świata               | Sewilla    | 3. H    | bieg na 400 m ppł  | 49,88     |
| 1999    | Mistrzostwa świata               | Sewilla    | DSQ H   | sztafeta 4 × 400 m | N/A       |
| 2000    | Mistrzostwa Azji                 | Dżakarta   | złoto   | bieg na 400 m ppł  | 49,12     |
| 2000    | Mistrzostwa Azji                 | Dżakarta   | brąz    | sztafeta 4 × 400 m | 3:05,00   |
| 2000    | Igrzyska olimpijskie             | Sydney     | srebro  | bieg na 400 m ppł  | 47,53     |
| 2000    | Igrzyska olimpijskie             | Sydney     | 5. H    | sztafeta 4 × 400 m | 3:09,57   |
| 2000    | Finał Grand Prix IAAF            | Doha       | srebro  | bieg na 400 m ppł  | 48,18     |
| 2001    | Mistrzostwa świata               | Edmonton   | 4.      | bieg na 400 m ppł  | 47,99     |
| 2001    | Mistrzostwa świata               | Edmonton   | 6. H    | sztafeta 4 × 400 m | 3:04,22   |
| 2001    | Igrzyska dobrej woli             | Brisbane   | brąz    | bieg na 400 m ppł  | 48,94     |
| 2002    | Finał Grand Prix IAAF            | Paryż      | 5.      | bieg na 400 m ppł  | 48,30     |
| 2002    | Igrzyska azjatyckie              | Pusan      | złoto   | bieg na 400 m ppł  | 48,42     |
| 2003    | Mistrzostwa świata               | Paryż      | 5. SF   | bieg na 400 m ppł  | 49,25     |
| 2003    | Mistrzostwa świata               | Paryż      | DSQ H   | sztafeta 4 × 400 m | N/A       |
| 2004    | Igrzyska olimpijskie             | Ateny      | 5. SF   | bieg na 400 m ppł  | 48,98     |
| 2005    | Igrzyska solidarności islamskiej | Mekka      | srebro  | bieg na 400 m ppł  | 50,78     |
| 2005    | Igrzyska solidarności islamskiej | Mekka      | złoto   | sztafeta 4 × 400 m | 3:04,35   |
| 2005    | Mistrzostwa świata               | Helsinki   | 4. SF   | bieg na 400 m ppł  | 49,09     |
| 2005    | Mistrzostwa świata               | Helsinki   | DSQ H   | sztafeta 4 × 400 m | N/A       |
| 2005    | Mistrzostwa Azji                 | Inczon     | złoto   | bieg na 400 m ppł  | 49,16     |
| 2006    | Igrzyska azjatyckie              | Doha       | 5.      | bieg na 400 m ppł  | 50,69     |
| Źródło: |                                  |            |         |                    |           |

## Rekordy życiowe
- bieg na 200 m – 21,17 (10 maja 2003, Los Angeles)
- bieg na 400 m – 46,60 (16 kwietnia 1996, Kuwejt)
- bieg na 400 m ppł – 47,53 (27 września 2000, Sydney)
- sztafeta 4 × 400 m – 3:04,22 (11 sierpnia 2001, Edmonton)

Źródło: 